# Тлумач (гміна)
Ґміна Тлумач — адміністративна субодиниця Тлумацького повіту Станіславського воєводства і Крайсгауптманшафту Станіслав. Утворена 1 серпня 1934 року згідно з розпорядженням Міністерства внутрішніх справ РП від 26 липня 1934 за підписом міністра Мар'яна Зиндрама-Косьцялковського. Центр — Тлумач не входив до складу ґміни.

## Короткі відомості
Утворена на території попередніх самоврядних сільських ґмін Гриньовце, Клубовце, Коліньце, Надорожна, Окняни, Слобудка под Тлумачем. Згідно адміністративної реформи, місто Тлумач стало центром сільської ґміни Тлумач. 
У 1934 р. територія ґміни становила 82,87 км². Населення ґміни станом на 1931 рік становило 10 336 осіб. Налічувалось 2 204 житлові будинки.
Ґміна ліквідована 17 січня 1940 р. у зв’язку з утворенням Тлумацького району. Ґміна була відновлена на час німецької окупації з липня 1941 р. до липня 1944 р.